# グイマーのピラミッド

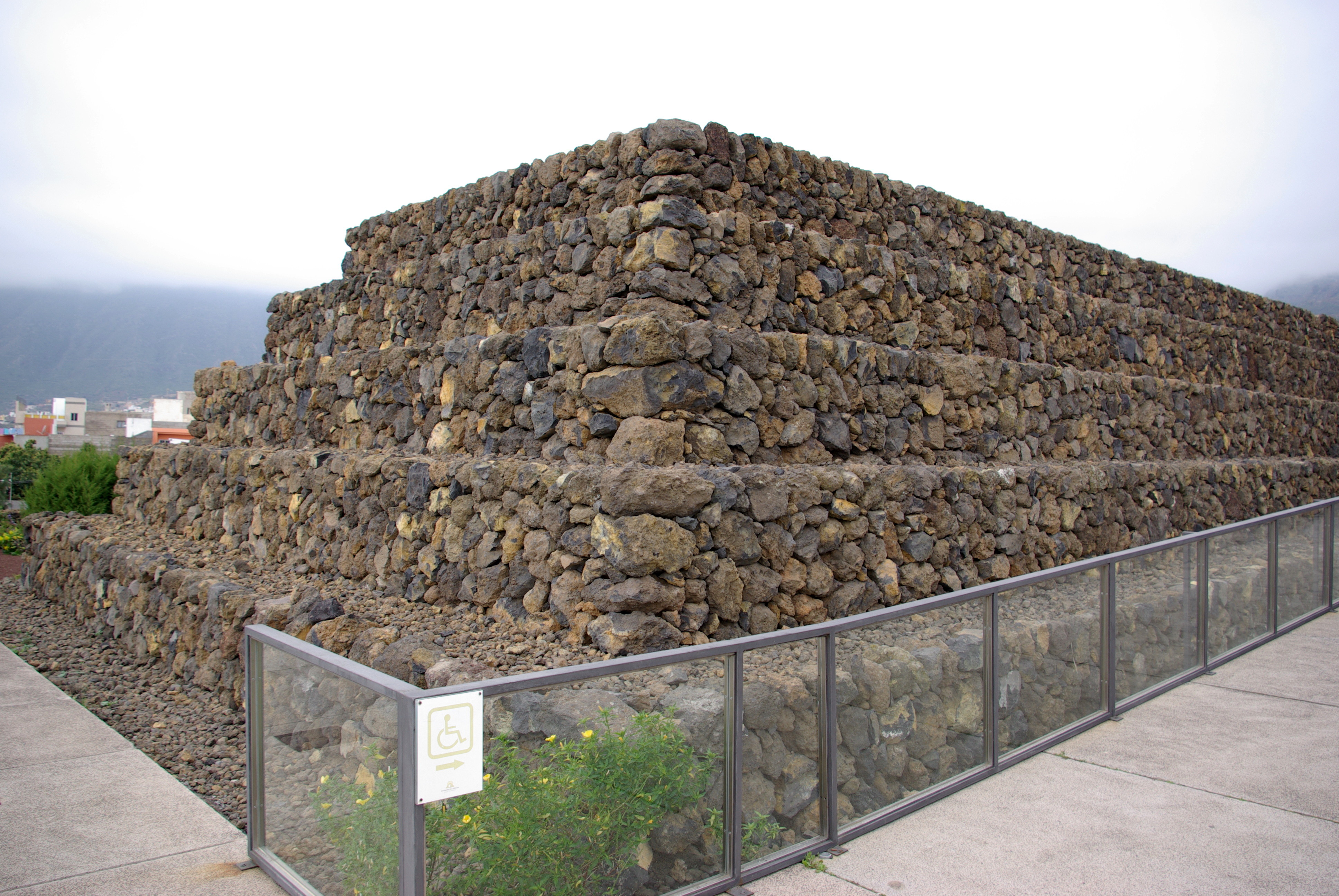
グイマルのピラミッド

グイマーのピラミッドは、カナリア諸島テネリフェ島のグイマルに6基ある階段状の構造物。
ピラミッド型をしている。モルタルが用いられておらず、溶岩を用いて建てられている。グイマルのチャコナ地区にある。これらの構造物は19世紀に完成し、その起源としては近代農業技術の副産物である可能性がある。
同じ手法・同じ素材から成るピラミッドは、テネリフェ島のあちこちで見られる。グイマルにはもともと9基のピラミッドがあったが、現代まで残っているものは6基だけである。

## 研究史

### トール・ヘイエルダールの仮説
1990年、ノルウェー人冒険家かつ出版業者のトール・ヘイエルダールは、テネリフェ島のディアリオ・デ・アビオス紙に掲載されたフランシスコ・パドロンの記事「カナリア諸島の本物のピラミッド」を読み、「カナリアのピラミッド」を意識するようになった。ヘイエルダールは、エジプトと中央アメリカを結ぶ大洋間リンクが存在すると仮定していた。ヘイエルダールはグイマルのピラミッドに興味を持ち、テネリフェ島に移住した。そしてそこで、エジプトと中央アメリカの先コロンブス期に存在した墓地としてのピラミッドと、カナリア諸島の階段状構造物の間にあり得る類似性に関して研究した。
ヘイエルダールはカナリア諸島のピラミッドが「古代エジプト文明と古代マヤ文明との間の時間的・地理的中継点である」と仮定し、歴史家・秘教者・考古学者・天文学者・そして歴史愛好家の間に論争を巻き起こした。

### 天文学的研究とフリーメーソン
1991年、カナリア諸島天文物理学研究所に所属する研究者であるフアン・アントニオ・ベルモンテ・アビレス(Juan Antonio Belmonte Aviles』、アントニオ・アパリシオ・フアン(Antonio Aparacio Juan』、セサル・エステバン・ロペス(Cesar Esteban Lopez)らは、グイマーの階段状構造物の中には、長辺が夏至と冬至を示すものがあることを示した。それらのピラミッドの主境界壁は夏至の日の入りを示し、西側の段が冬至の日の出の方向になるようになっていた。また、冬至の日に最も大きなピラミッドの段の上に立つと、「二重日の入り」を見ることができる。最初の日の入りが山の影になったのちに、再びその山の後ろから出現し、近隣峰の後ろに隠れる日の入りがもう一度起きるからである。 しかしながら、解釈の余地を考慮にいれても、これらの観察だけではピラミッドが建造された日時や、目的について結論付けることは不可能であった。
2005年、アパリシオとエステバンによって、『グイマ－のピラミッド、神話と現実』と題された本がスペイン語で出版された。アパラシオとエステバンらは、ピラミッドの至点への方向付けは、フリーメーソン象徴主義に由来する可能性があると提案した。この著者らは、至点はフリーメーソン象徴主義において非常に重要なものであり、このピラミッドが建てられた時代の土地所有者自身がフリーメーソンであるとした。この動機は審美的なものにすぎず、根本的動機である農業およびピラミッドの建造年月には何ら影響を与えなかった。

### 考古学的発掘
1991年から1998年にかけて、トール・ヘイエルダールの同意のもと、ラ・ラグーナ大学先史学・人類学・古代史学部の考古学者たちによって、何回か発掘調査が実施された。1996年に、1991年の発掘調査の結果が学会で発表され、1998年に出版された。発掘調査によって、ピラミッドの年代を示す根拠が示された。 先行する地球物理学的地中レーダー探査により、ピラミッド付近の8地点は、それぞれの面積は25平方メートルであるが、硬質の溶岩床に至る層が調査された。そのような手法により、3つの明白な堆積層があることが明らかとなった。上部から、以下の通りである。
1. 多くの植物の残骸や根を含む腐植土から成る約20cmの層。耕起による痕跡が明白に特定でき、年代を容易に測定可能なものが多いことから、この層は20世紀後半のものである。
2. 第1層と類似しているが、腐葉土成分が少なく、小さな石をより多く含む約25cmの層。その年月を19世紀から20世紀に同定できるさまざまな発掘物があり、その中でも1848年の政府印章は特筆すべきものである。
3. 25cmから150cmの厚さの層で、小さな火山岩から成る。この層は1回の操作でできた可能性が高い。この層によって、さらに下層の不揃いな石が水平になっているからである。この石はごくわずかな発掘物しか含んでいない。大半は小さな陶器のかけらであり、地元のものもあれば、輸入されたとみられるものもある。どちらも19世紀のものと推定されている。ピラミッドは層位学上、この3つめの底の層の真上にあることから、ピラミッドそのものの建造年月日は、最も古く見積もっても19世紀より古くさかのぼることはできない。[7]

さらに、ピラミッド群の中のあるピラミッドの境界の下に天然の溶岩洞が発見された。溶岩洞は壁で囲まれ、グアンチェ族の時代の人工物が溶岩洞から出土した。ピラミッドは層位学的に洞窟の上にあることから、西暦600年から1000年の間のものであるグアンチェ族の出土品は、この洞窟が人間によって使用された日時を支持するものでしかない。上述の探索によって、ピラミッドそのものは、19世紀以前のものではありえないことが示された

## 結論

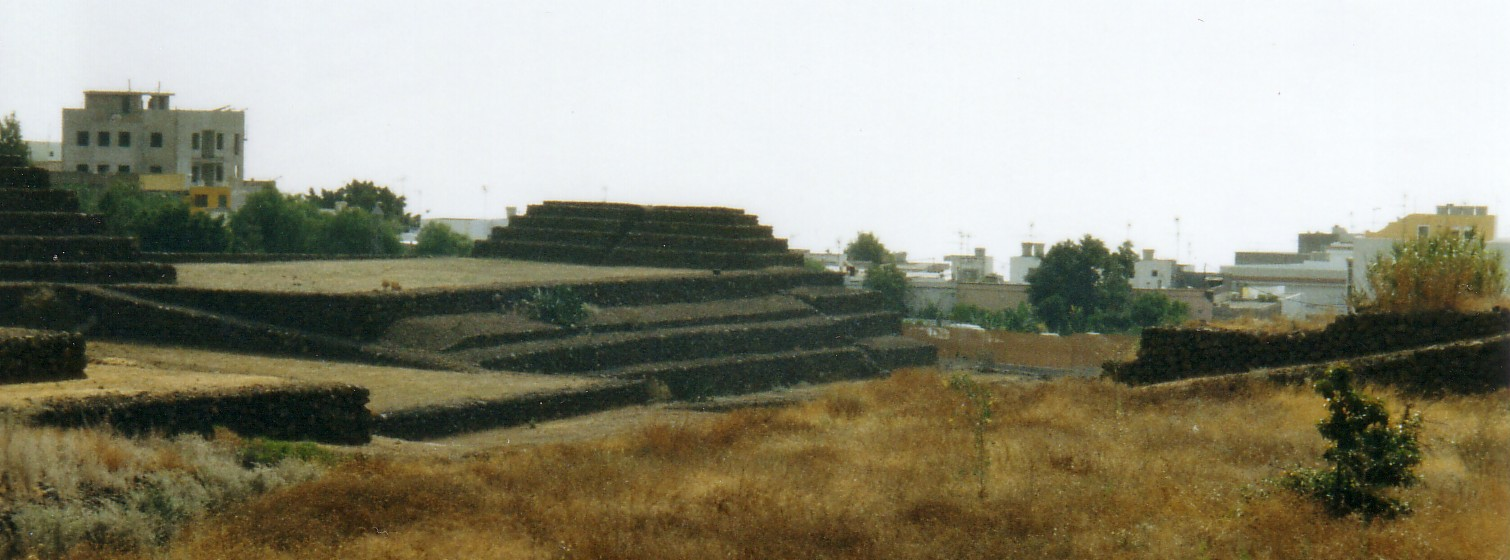
グイマーのピラミッド

発掘にかかわった考古学者たちは、耕作可能な土地の石を除去する際、階段状に石を積み上げたことでこれらの構造物を作りだした、19世紀郊外に住んでいた人々の活動の結果として、階段状構造物が出現したという説を支持している。
ヘイエルダールはこの構造物が無計画に積み上げられた石ではないと主張している。ヘイエルダールは死ぬまで、ピラミッドとグアンチェ族とが関係しているとする彼の自説を信じていた。このグアンチェ族とピラミッドの関連性があるとする説は、より手の込んだ形となって、今も「ピラミッド公園」およびその公式サイトで掲載されている。
アパリシオとエステバンの説は、19世紀にピラミッドが作られたという事実と、それらが単なる石積みでないという認識を結び付けている。

## 民族学公園
1998年の発掘調査終了ののち、ピラミッド周辺の65000平方メートルの地域は、だれでも訪れることができるようになった。ヘイエルダールは彼の友人である、カナリア諸島の実業家フレッド・オルセン(Fred Olsen)から財政的援助を受け取った。オルセンはカナリア諸島で最大の運輸会社を経営しており、20世紀にノルウェーからカナリア諸島に移住してきたのである。 Aインフォメーションセンターでは、来訪者たちにヘイエルダールの研究旅行と、ピラミッドについての彼の以前からの着想に関する情報を提供している。二つのパビリオンは、ヘイエルダールと彼のボートの模型―Ra IIの原寸大模型や、それ以外のボート―に関する展示を含む。すでに略述されたところの、ピラミッドの年月に関する結論があるにもかかわらず、ヘイエルダールはピラミッドの実在と、テネリフェ島の先スペイン期文明の関連性の可能性についての自説を持ち続けた。グアンチェ族の洞窟で見つかった発掘物は「博物館」の中で非常に大きくした写真で展示される一方、19世紀に輸入された陶器に関しては、イラストもなく、掲示板に概略が言及されているだけである。

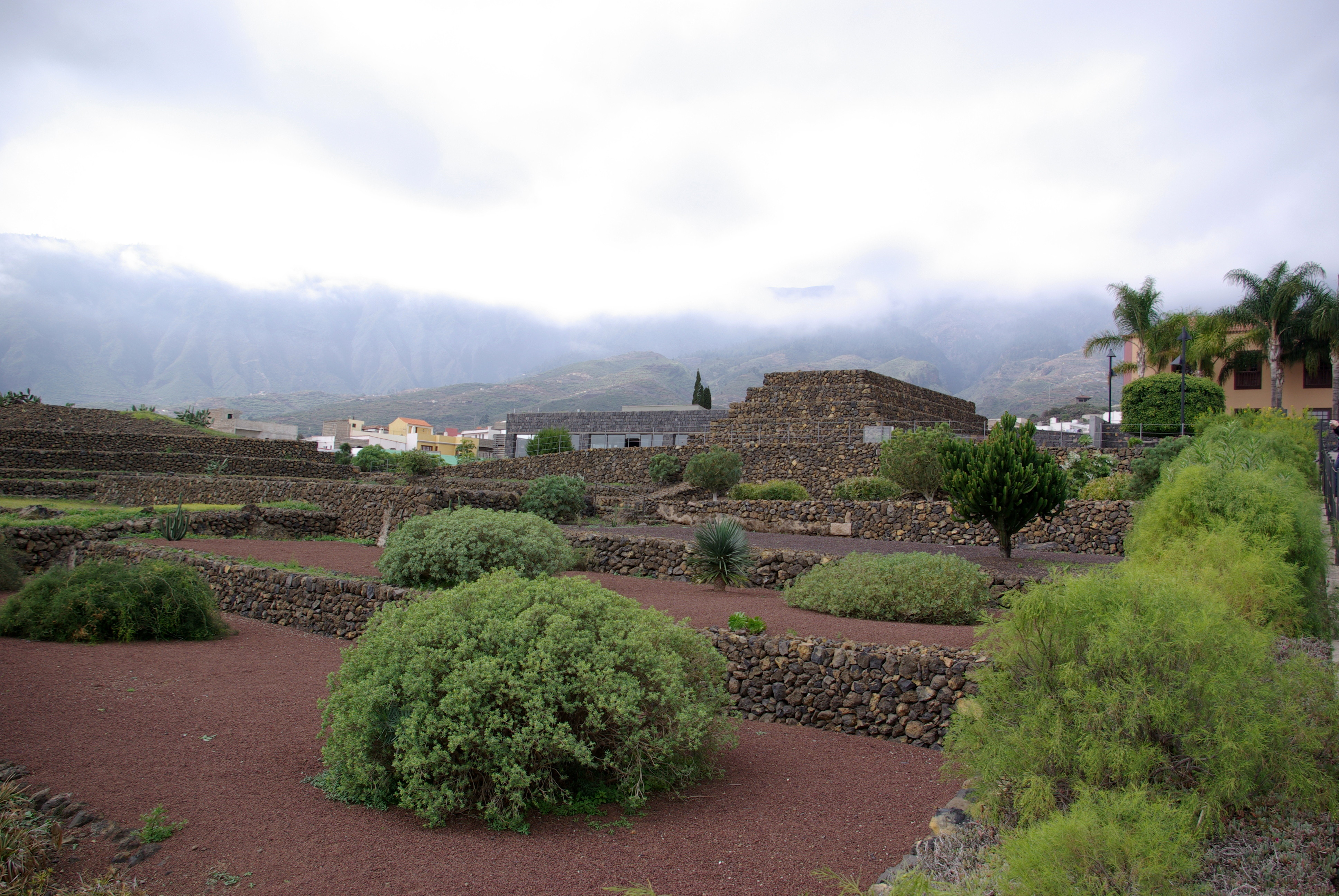
ピラミッド
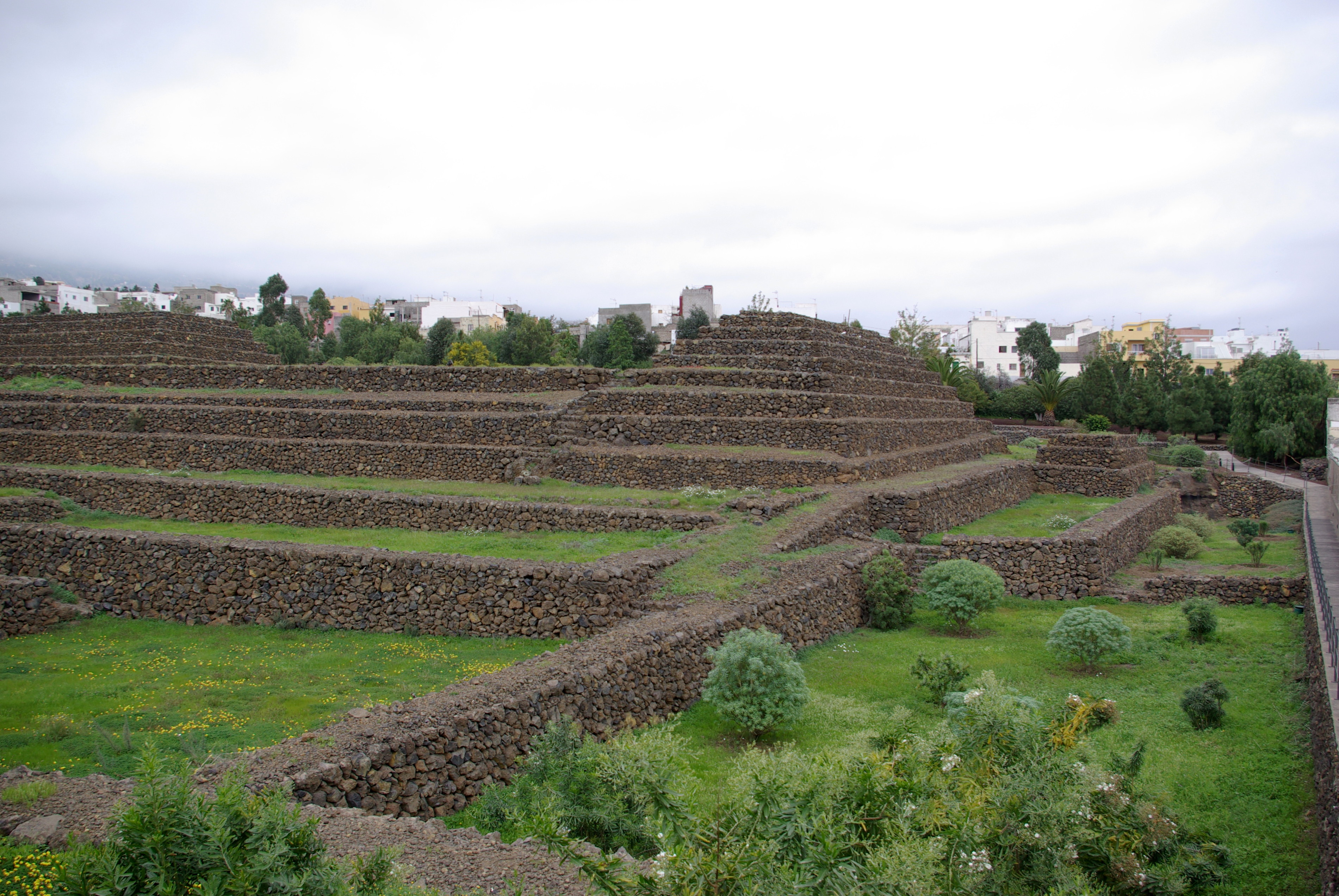
ピラミッド
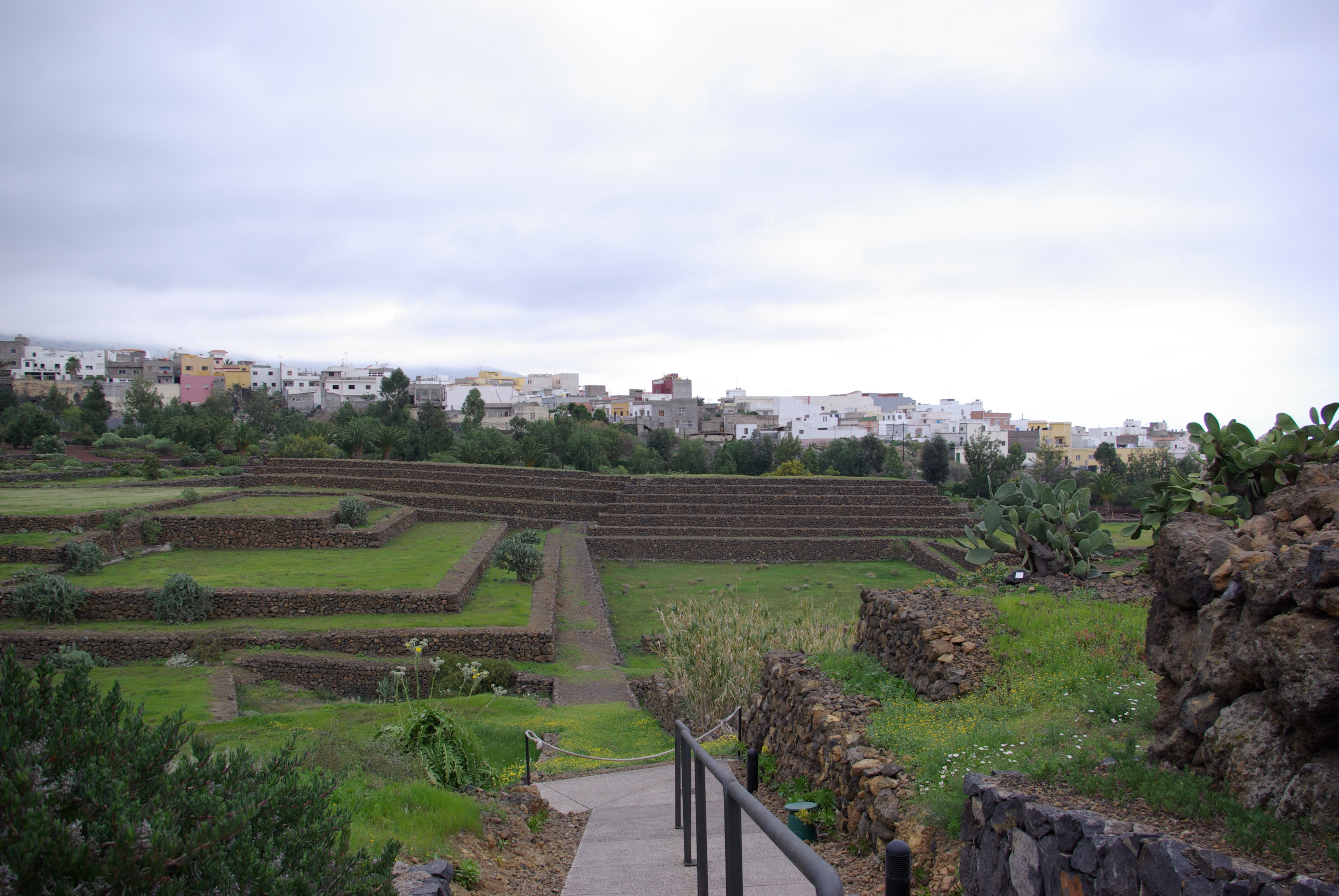
ピラミッド
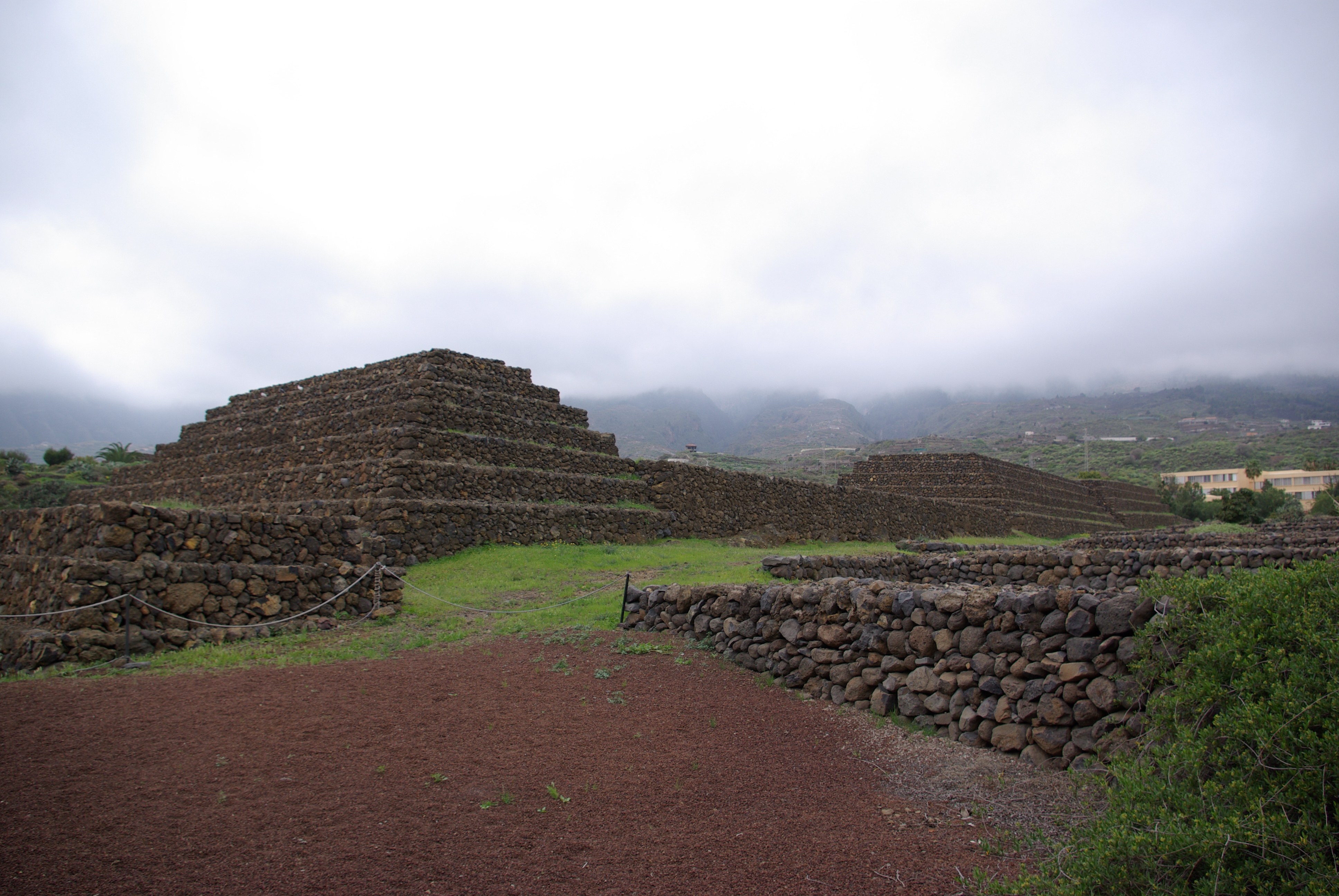
ピラミッド

### 関連資料
- Maria Cruz Jiménez Gómez/Juan Francisco Navarro Mederos: El complejo de las morras de Chacona (Güímar, Tenerife): resultados del proyecto de investigación, XII Coloquio de Historia Canario-Americana (1996), Cabildo Insular de Gran Canaria, Las Palmas de Gran Canaria 1998, Volume 1.
- Juan Francisco Navarro Mederos/Maria Cruz Jiménez Gómez: El difusionismo atlántico y las pirámides de Chacona, in: Miguel Ángel Molinero Polo y Domingo Sola Antequera: Arte y Sociedad del Egipto antiguo. Madrid 2000, ISBN 978-84-7490-604-2, S. 241-253.
- Antonio Aparicio Juan/César Esteban López: Las Pirámides de Güímar: mito y realidad. Centro de la Cultura Popular Canaria, La Laguna 2005, ISBN 978-84-7926-510-6.
- http://eye-on-wales.com/2012/05/06/making-up-pyramids/
- Short summary from Las Pirámides de Güímar: mito y realidad in Spanish.
- Juan Francisco Navarro Mederos: Arqueología de las Islas Canarias", in: Espacio, Tiempo y Forma, Serie I, Prehistoria y Arqueología, Bd. 10, 1997, S. 447-478.